# Зарифи, Хамрохон
Хамрохо́н Зарифи́ (тадж. Ҳамрохон Зарифӣ, перс. همراه‌خان ظریفی‎, англ. Hamrokhon Zarifi; род. 25 декабря 1948, Хатлонская область) — таджикский государственный деятель, министр иностранных дел Республики Таджикистан (2006—2013), постоянный член Совета безопасности Таджикистана, имеет ранг чрезвычайного и полномочного посла, кандидат наук.

## Образование
В 1971 году окончил факультет физики и математики Кулябского государственного педагогического института (ныне Кулябский госуниверситет). Свободно владеет английским, русским и персидским языками. Кандидат политических наук. Защитился по теме «Проблемы и перспективы взаимоотношений ОБСЕ и Республики Таджикистан в контексте обеспечения региональной безопасности».

## Трудовая деятельность
В 1971—1972 годах — преподаватель кафедры физики Кулябского государственного педагогического института;
В 1972—1973 годах — служба в вооружённых силах;
В 1973—1974 годах — стажёр-исследователь физико-технического научно-исследовательского института им. С.Умарова, г. Душанбе;
В 1974—1993 годах — служба в органах безопасности Республики Таджикистан;

## Работа в МИДе
В 1993—1995 годах — начальник управления Министерства иностранных дел Республики Таджикистан, г. Душанбе;
В 1995—1996 годах — заместитель министра иностранных дел Республики Таджикистан, г. Душанбе;
Постоянный Представитель Республики Таджикистан
В 1996—2002 годах — постоянный представитель Республики Таджикистан в Организации по безопасности и сотрудничеству в Европе (ОБСЕ);
Посол Республики Таджикистан
В 1997—2002 годах — чрезвычайный и полномочный посол Республики Таджикистан в Австрийской Республике;
В 1998—2002 годах — чрезвычайный и полномочный посол Республики Таджикистан в Швейцарской Конфедерации с резиденцией в Вене;
В 1999—2002 годах — чрезвычайный и полномочный посол Республики Таджикистан в Венгерской Республике с резиденцией в Вене;
В 2002—2006 годах — чрезвычайный и полномочный посол Республики Таджикистан в Соединённых Штатах Америки, г. Вашингтон;
В 2015—2018 годах — чрезвычайный и полномочный посол Республики Таджикистан в Японии, г. Токио;
Министр иностранных дел
Указом президента Республики Таджикистан от 1 декабря 2006 года назначен министром иностранных дел Республики Таджикистан. На этом посту проработал до конца ноября 2013 года.

## Книги

### Золотая сокровищница таджиков
Хамрохон Зарифи:
Я старался, чтобы мир имел лучшее представление о древних таджиках и таджиках сегодня,
показать связи мировой цивилизации с таджикской культурой.

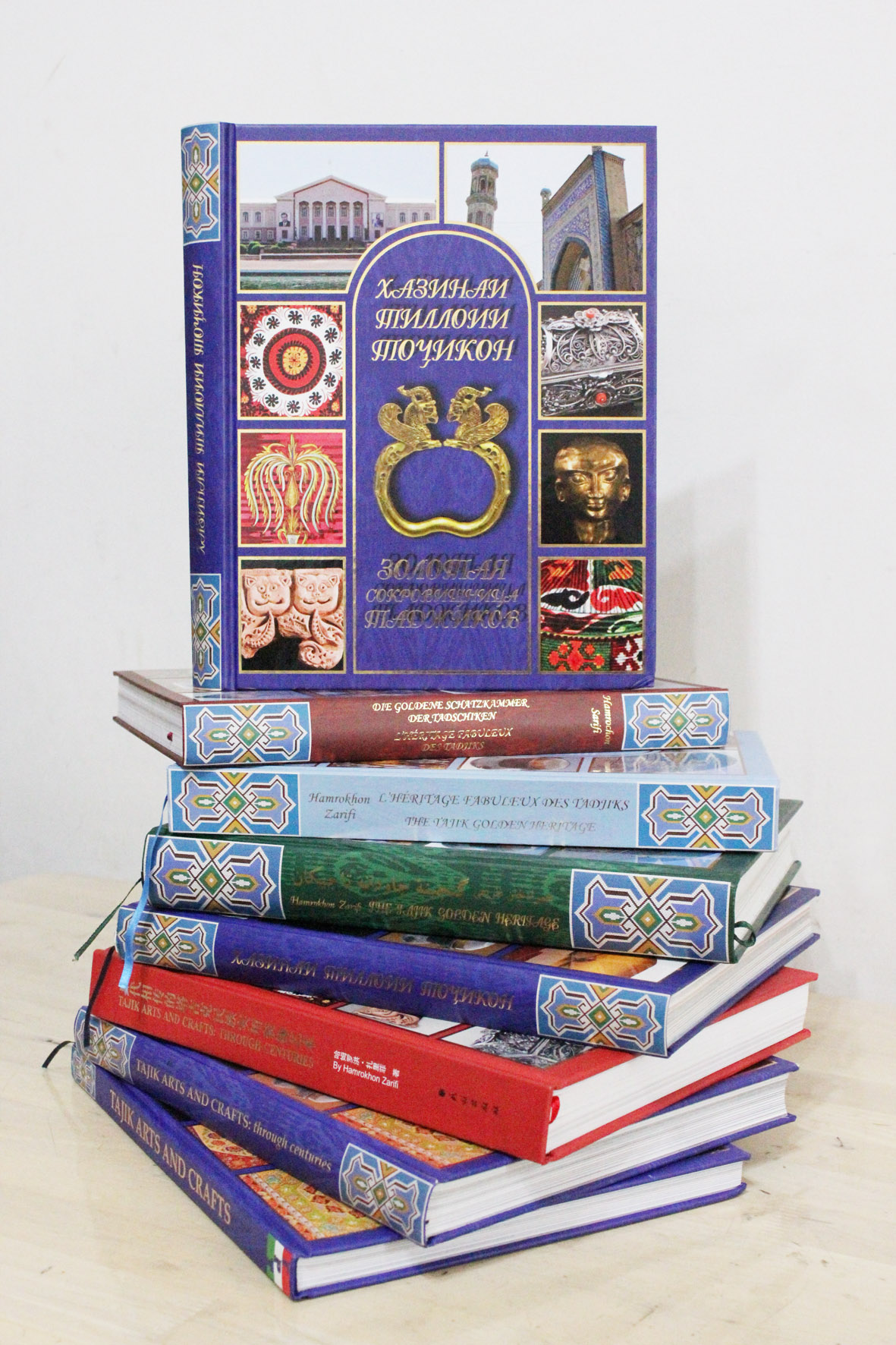
Коллекция книг "Золотая сокровищница таджиков"

Книга «Золотая сокровищница таджиков» издана на таджикском, русском, персидском, арабском, китайском, английском, французском и немецком языках. Более 500 фотографий редких музейных ценностей, представленных читателю, находятся как в исторических музеях Таджикистана, так и за рубежом, часть взята из частных коллекций. 16 древних экспонатов представлены из семейной коллекции самого Хамрохона Зарифи.
Книга, состоит более чем из 400 страниц, издана тиражом в 21 тысячу экземпляров, в мировых издательствах: The Ethnic Publishing House (Китай), Wostok Verlag (Германия), Big Media Group (Бельгия) и IMAK (Турция).
Разделы книги «Золотая сокровищница таджиков» посвящены Амударьинскому кладу, Великому шелковому пути, художественной росписи, миниатюре, ювелирному искусству, изобразительному искусству в архитектуре, национальной одежде, вышивке, национальным инструментам прошлых столетий и другим образцам декоративно-прикладного искусства таджикского народа. Амударьинский клад состоит из 1300 монет (самая древняя из которых датируется 200 столетием до н. э.), 177 золотых и серебряных изделий — посуды, статуэток, браслетов и других изделий, относящихся к периоду правления Ахеменидов и греко-бактрийского царствования. История гласит, что эти легендарные сокровища были найдены в 1877 году на развалинах старого города у реки Амударья (Окс), на территории древней Бактрии (нынешний Таджикистан). Часть этой важной культурной находки хранится в Британском музее. Несколько лет назад Великобритания передала фотографии этой уникальной находки Таджикистану, а в настоящий момент готовятся копии некоторых экспонатов Амударьинского клада для Национального музея Таджикистана.
Автор книги также отмечает роль президента республики Эмомали Рахмона в возрождении и развитии национального искусства и народного мастерства, в частности, его практическом применении в подготовке специалистов. По его словам, в последние годы в стране были открыты колледжи и центры для обучения, которые играют важную роль в сохранении ценного наследия предков и развитии новых стилей прикладного искусства.
За вклад в продвижение древней культуры таджикского народа Генеральный секретарь ЮНЕСКО Ирина Бокова, наградила Хамрохона Зарифи — автора книги золотой медалью ЮНЕСКО.
Идея создания книги
Цитата из книги
Хамрохон Зарифи: «Идея создания книги, посвящённой золотой сокровищнице таджиков, пришла мне ещё в 90-е годы прошлого столетия, в то время, когда в моей стране шла гражданская война. Однажды ранним воскресным утром я шел по центральной части неспокойного Душанбе. На перекрестке проспекта Рудаки и „Дома печати“ я увидел старика, продававшего книги. Старик расставил подле себя стопки книг и с печальным взглядом ждал, когда кто-нибудь купит у него книгу, а за вырученные гроши он сможет достать себе кусок хлеба. Книги и искусство мало кого интересовали в те тяжелые и страшные дни — в стране полыхало пламя гражданской войны и люди больше думали о том, как пережить это тяжелое время, нежели о духовной пище.
Состояние старика привлекло мое внимание и, чтобы как-то поддержать его, я решил купить у него книгу. Среди книг я нашел альбом под названием „Народное прикладное искусство таджиков“, обложка которого была оформлена в неприметную папку. Старик отдал мне альбом за скромную цену, сердечно поблагодарил и вслед послал благословение.
Папка представляла собой образцы рисунков культурно-исторического наследия таджиков. По многу раз, пролистывая дома рисунки, которые отражали бесценное творчество наших предков, я твердо решил, что после установления мира и стабильности на моей многострадальной Родине и при первой возможности опубликовать подобную книгу. Я поставил перед собой цель прославить древнее, богатое и бесценное наследие своих предков, которые творили в течение веков и даже сегодня плодами своего искусства обогащают золотой фонд всемирного наследия.»

### Таджикистан в системе обеспечения региональной безопасности ОБСЕ
В ноябре 2011 года в свет вышла книга Хамрохона Зарифи «Таджикистан в системе обеспечения региональной безопасности ОБСЕ». Работа содержит анализ деятельности ОБСЕ во всех трёх измерениях, подход Организации в решении современных вызовов и угроз, отражает роль Республики Таджикистан в системе обеспечения региональной безопасности ОБСЕ, а также включает в себя ряд материалов о Саммитах глав государств-участников ОБСЕ, СМИД и т. д. Это первая книга подобного характера.
Хамрохон Зарифи об ОБСЕ:
Цитата из книги
«… ОБСЕ начала зарождаться еще в далеких 70-х годах прошлого столетия. Она прошла очень сложный этап формирования — от периода завершения холодной войны до нынешних дней. Делая робкие шаги на пути создания региональной безопасности, Совещание постепенно переросло в мощную Организацию, которая сегодня с полной уверенностью оправдывает своё название. Три измерения Организации определили основные направления её деятельности: военно-политическое, экономико-экологическое и гуманитарное.
Деятельность Организации всегда привлекала к себе пристальное внимание ученых и экспертов области международной политики и безопасности.
Уникальность ОБСЕ состоит в том, что она смогла объединить в себе страны, находящиеся на различных континентах, тем самым став гарантом безопасности в 56 странах мира.
Считаю существенно важным проведение серьезных реформ в системе ОБСЕ, поскольку в современном, быстроменяющемся мире, необходима своевременная и адекватная реакция на новые процессы и принятие неотложных мер раннего предупреждения вызовам и угрозам современности.
Таджикистан, являясь полноправным участником ОБСЕ, неуклонно держит курс в поддержку принципов, определенных Хельсинкским Заключительным актом.
Обеспечение безопасности центральноазиатского региона, куда в частности входит Таджикистан, является одним из приоритетных направлений деятельности ОБСЕ. Таджикистан играет в этом важную роль. К примеру, имея самую протяженную границу с Афганистаном, Таджикистан выступает в качестве заслона от проникновения с его территории различного рода угроз в страны-участницы ОБСЕ.
Вместе с тем, Таджикистан всегда занимал твердую позицию по всемерному содействию стран Центральной Азии и мирового сообщества в скорейшей стабилизации ситуации в Афганистане и его экономического возрождения.
И это не единственная роль страны в системе обеспечения региональной безопасности ОБСЕ…»

## Интересные факты
В 2016 году дипломаты Таджикистан впервые совершили восхождение на вершину горы Фудзияма в Японии и водрузили государственный флаг Таджикистана. Об этом восхождении рассказал посол Таджикистана Хамрохон Зарифи на своей странице в Facebook.

## Семья и личная жизнь
Женат, имеет четверых детей.
Любит играть в футбол. Увлекается садоводством и радио-электроникой. Свободное время уделяет своей немецкой овчарке Мишель.